# Toshirō
Toshirō (jap. としろう, トシロウ) – męskie imię japońskie.

## Możliwa pisownia
Toshirō można zapisać używając różnych znaków kanji i może znaczyć m.in.:
- 利郎, „korzyść, syn”
- 敏郎, „zwinny, syn”
- 俊郎, „roztropny, syn” (występuje też inna wymowa tego imienia: Toshio)
- 利朗, „korzyść, jasny”
- 敏朗, „zwinny, jasny”
- 俊朗, „roztropny, jasny”

## Znane osoby
- Toshirō Kageyama (利郎), japoński gracz go
- Toshirō Masuda (俊郎), japoński kompozytor
- Toshirō Mayuzumi (敏郎), japoński kompozytor
- Toshirō Mifune (敏郎), japoński aktor
- Toshirō Nomura (敏郎), japoński astronom
- Toshirō Sakai (利郎), japoński tenisista
- Toshiro Tomochika (聡朗), japoński polityk
- Toshirō Tsuchida (俊郎), japoński producent gier wideo
- Toshirō Yabuki (俊郎), japoński kompozytor
- Toshirō Yamabe (俊郎), japoński gracz go
- Toshirō Yanagiba (敏郎), japoński aktor

## Fikcyjne postacie
- Toshirō Hijikata (十四郎), bohater mangi i anime Gintama
- Toshirō Hitsugaya (冬獅郎), bohater mangi i filmu Bleach
- Toshirō Honda (敏郎), bohater mangi i anime You're Under Arrest!
- Toshirō Kurusu (敏郎), bohater filmu anime WXIII: Patlabor the Movie 3